# Вирудунагар
Вирудунагар (англ. Virudhunagar, там. விருதுநகர் Virutunāgar [ˈʋiɾɯðɯnaɡəɾ]) — город в индийском штате Тамилнад. Расположен в 45 км от Мадурая. Административный центр округа Вирудунагар. Средняя высота над уровнем моря — 101 метр. По данным всеиндийской переписи 2001 года, в городе проживало 73 003 человека, из которых мужчины составляли 50 %, женщины — соответственно 50 %. Уровень грамотности взрослого населения составлял 80 % (при общеиндийском показателе 59,5 %). Уровень грамотности среди мужчин составлял 84 %, среди женщин — 76 %. 10 % населения было моложе 6 лет.